# Valami jó odahaza (Lost)
2008. május 1-jén került először adásba az amerikai ABC csatornán a sorozat 80. részeként. Adam Horowitz és Edward Kitsis írta, és Stephen Williams rendezte. Az epizód középpontjában Jack áll.

## A folytatás
|  | Alább a cselekmény részletei következnek! |

Juliet ébresztgeti Jacket, mert a túlélők vitába keveredtek a megmentőkkel, így valakinek igazságot kell tennie. A perpatvar tárgya az, hogy elment a jel, így nem tudnak kapcsolatba lépni a hajóval. Bernard szerint ez szándékosan történt. A doki megnyugtatja a társait, hogy mikor a helikopter megérkezik, ők várni fogják azt, így mindannyian hazatérhetnek. Shephard távozni készül, azonban két lépés között összeesik.
Flashforward Jack az ágyban fekszik, mikor megcsörren a telefon. Azért keresik, hogy figyelmeztessék az előrehozott megbeszélésére az egyik páciensével. A doki felkel, maga köré csavar egy törülközőt, lemegy a konyhába, belebotlik egy játékba, felrak egy kávét, ránéz az újságra, majd elindul a fürdőszobába. Bekopog a zuhanyzóba, és köszön egy nőnek. Aztán odamegy a mosdókagylóhoz, s mikor hallja, hogy a zuhanykabinban elállt a víz csobogása, egy törölközőt nyújt oda a vizes Katenek, ezután pedig megcsókolja őt. Este Jack a kis Aaronnak olvas fel. Miután látja, hogy a gyerek elaludt, kimegy Austenhez. Szeplőske szerint Jack apaságra született, s örül annak, hogy a férfi meggondolta magát. Egy kis beszélgetés után a doki felkapja a nőt, és elindul vele a szoba felé.
Jack azt bizonygatja, hogy jól van, így aggódó tekintetekkel maga körül elindul a sátra felé, hogy pihenjen. Eközben Miles, Sawyer, Claire és Aaron még mindig gyalogolnak. Straume hirtelen lövések, beszéd és sírás hangját hallja. Megkérdezi, kicsoda Karl és Danielle. Lehajol, félresöpör némi földet és növényt, így megleli a fenti személyek elásott holttesteit. James igyekszik lenyugtatni a zaklatott lányt, majd továbbindulnak.
Juliet meglátogatja Jacket. A férfi szerint csak egyszerű ételmérgezésről van szó, de a nő vizsgálata után kiderül, hogy a doki vakbele begyulladt, meg kell műteni. Burke megkéri Sunt, hogy az orvosi állomásról hozzon el neki jó pár dolgot. Dan felajánlja segítségét, mivel ő tudja, hogyan néznek ki a listán szereplő eszközök. A Kwon-házaspár tiltakozik, ám miután Jin kap egy pisztolyt, hogy a megmentők menekülése esetén lábon lője őket, elfogadják a segítségnyújtást. Juliet folytatja a parancsok osztogatását: egy sterilizált helyre lenne szükségük, amin végrehajthatják a műtétet. Kate felhozza, hogy inkább menjenek az állomásra, ott minden megvan. A doktornő szerint ez lehetetlen, mert ha Jack vakbele perforálódik a mozgás következtében, meghal.
Sawyerék pihenőt tartanak. Miles Clairet figyeli, de ezt James kiszúrja. Megfenyegeti a kínait, hogy tartson 6 méter távolságot a lánytól, különben baj lesz. Ezalatt a parton Bernard és Rose a rögtönzött műtőasztalt sterilizálják. A nő felhozza, hogy Jack betegsége merénylet is lehet, hiszen a Szigeten az emberek meggyógyulnak, nem megbetegednek. Juliet időközben leborotválja Shephard hasát. Közben nyugtatja, hogy sok ilyen beavatkozást csinált, nem lesz semmi baj. A doki tudatja, hogy eszméleténél akar lenni, segítene szeretne az operáció közben. Ezt úgy valósíthatnák meg, hogy Kate tartja a tükröt, aminek segítségével ő mindent láthat. Burke szerint inkább Bernard lenne a megfelelő segítség, hiszen ő fogorvos. Jack azonban hajthatatlan.
Flashforward A doki a betegét kíséri ki. Éppen visszamenne az irodájába, de egy pillanatra megakad a szeme egy emberen, aki nagyon hasonlít az apjára. Közben kollégája a segítségét kéri egy esetben. El is indulnának, de a recepciós Shephard után szól, hogy őt keresik telefonon a Santa Rosa kórházból, egy barátról van szó. A férfi odasiet, s megtudja, hogy Hurley betegsége kezelhetetlenné vált, nem reagál semmiféle terápiára. Jack bemegy a szobába, s beszélgetni kezd Hugoval. A dagi szerint az Oceanic Six tagjai nem is jutottak ki a Szigetről, hanem mind meghaltak. Azzal támasztja alá állítását, hogy mindegyiküknek olyan csodás élete van, mintha a mennyországban élnének. Aztán felhozza, hogy szokott Charlieval beszélgetni, a minap meg is jósolta, hogy Jack meglátogatja, éppen ezért egy üzenetet is át kell adnia: „Nem nevelheted fel, Jack!”. A doki távozik, de Hurley utána szól, hogy átadja halott barátjának másik üzenetét is, miszerint valaki hamarosan meg fogja látogatni őt.
Sunék elérik az orvosi állomást. Dan felajánlja Charlotte-nak, hogy bemegy előtte a biztonság kedvéért. Jin megjegyzi a feleségének, hogy szerinte Faraday szerelmes a lányba. Ezt hallva Lewis elmosolyodik, majd belép a bunkerbe. Bejutnak a rejtett szobába, ahol Juliet Sunt vizsgálta ki. A nő felhozza férjének, hogy a megmentők nem fognak segíteni nekik, a férfi azonban megnyugtatja feleségét, hogy hazajuttatja őt. A kis beszélgetést Charlotte fél füllel figyelemmel követi, ezt Jin észre is veszi.
Milesék csapata még mindig a dzsungelt rója. Hirtelen megjelenik Frank, kezében egy elsősegély-dobozzal. Felhívja a túlélők figyelmét, hogy Keamy közeledik, el kell bújniuk, különben meghalnak. A négyes be is bújik egy bokor mögé, a következő pillanatban pedig megjelenik Keamy a csapatával. Aaron egy csuklásféle hangot hallat, ezt a zsoldos is meghallja. Lapidus tudatja, hogy sietniük kell, mert sötétedik, és éjszaka nem akar repülni Faraday útvonalán. A katona beleegyezik, így hát elindulnak a helikopterhez. A parton Juliet közli Kate-tel Jack kérését. A nő eleinte hadakozik, de végül belemegy a segítségbe. Shephard kilép a sátrából, és elindul a „műtő” felé. Burke is odébbáll, még intézkednie kell. A doki már végrendelkezne, de Austen elhallgattatja őt.
Flashforward Jack a Santa Rosa előtt gondolkozik a kocsijában. Pár másodperc után hazahajt. Otthon felébreszti barátnőjét, és megkérdezi, hogy tényleg jó apának tartja-e. Miután megkapta a választ, megkérdezi Kate-t, hogy hozzá menne-e feleségül. Előkerül a gyűrű is, a nő igent mond, aztán pedig könnyes szemmel borul a doki nyakába.
Bernard észreveszi, hogy társai visszatértek az orvosi állomásról. Juliet megkéri Sunt, hogy sterilizálja az eszközöket forró vízzel. Charlotte elsétálna, de Jin utána szól, s tudatja a nővel, tudja, hogy ért koreaiul. Felszólítja, hogy hagyja abba a hazudozást, különben Danielnek baja esik. Lewis megkérdezi, hogy Kwon mit akar. A férfi megkéri a nőt, hogy a feleségét vigyék el a Szigetről. Az antropológus beleegyezik, de miután a koreai távozik, elmosolyodik. Ezalatt a műtét is elkezdődik. Jack csak érzéstelenítőt kap, de mikor Burke észreveszi, hogy a betege mégsem bírja olyan jól a beavatkozást, kizavarja Kate-t, Bernarddal pedig elaltattatja a dokit.
Flashforward Shephard késő este még a munkahelyén elemzi a röntgeneket. Csipogást hall kintről, s észreveszi, hogy a füstjelző krepált be. Kiveszi az elemet belőle, ekkor viszont meghallja a fotelben üldögélő apját. Közben hátulról megjelenik a már ismert kollegina pedig Christian eltűnik. A nő Jack hogyléte felől érdeklődik. A doki elmondja a füstérzékelőt, majd megkéri munkatársát, hogy írjon fel neki némi nyugtatót, mert a teendők feltorlódtak, így a stressztől nem tud aludni. Miután megkapja a receptet, Shephard hazamegy. Észreveszi, hogy Kate telefonál valakivel. Érdeklődik, hogy kivel beszélt, de a nő csak annyit mond, hogy egy barátnőjével. Austen felmegy a hálószobába, Jack pedig beveszi a gyógyszerét, majd leöblíti egy üveg sörrel.
Éjszakára Sawyerék tábort vertek, már mélyen alszanak. Claire észreveszi, hogy Aaron nincs mellette. Felkel, körülnéz, s meglátja apját, Christian Shephardöt, aki a kisfiút tartja a kezében. Időközben a műtét is véget ért, Bernard közli Kate-tel, hogy bemehet a sátorba. Odabent Juliet éppen a kábult Jacket varrja össze. Burke elmondja Austennek, hogy nemrég Shephard megcsókolta őt, de tudja, hogy nem szerelemből, hanem azért, mert magát akarta meggyőzni arról, hogy nem valaki másba szerelmes. Szeplőske megköszöni a doktornőnek a segítségét, aztán kilép a „műtőből”. Juliet szól a dokinak, tudja, hogy ébren van.
Flashforward Jack otthon üldögél több üveg alkohol társaságában, mikor Kate is hazaér. Beszélgetni kezdenek, majd a férfi megkérdezi Austent, hol volt. A nő nem akar válaszolni, csak azt kéri a dokitól, hogy bízzon benne. Azonban ő (mint mindig) hajthatatlan, így kiderül, hogy Pulykatojás Sawyernek intézett el egy dolgot, amire még a Szigeten kérte meg, azt azonban nem árulja el, mit. Jack tudatja jegyesével, hogy James meghozta a döntését, a Szigeten maradt, ő viszont megmenekítette társai egy részét. Kate sírva megkéri Shephardöt, hogy birkózzon meg a problémáival, mert ilyen állapotban nem lehet (Austen) fia közelében. A doki erre magából kikelve közli a nővel, hogy ők nem is rokonok. Ezt azonban már Aaron is hallotta, hiszen ott állt tőlük pár méterre. Szeplőske odamegy a fiúhoz, Jack pedig odébbáll.
Miles reggel a tüzet piszkálgatja. Sawyer észreveszi, hogy Claire eltűnt, és számon kéri a kínain, miért engedte el egyedül. Straume közli, hogy a 6 méter miatt nem követhette, ráadásul Littleton nem is volt egyedül, az apjával volt. James már leütné a férfit, ekkor azonban meghallja Aaron sírását. Elszalad a hang irányába, és meg is találja a fiút, de a nőt sehol sem leli.
|  | Itt a vége a cselekmény részletezésének! |